# Boukje Keulen
Boukje Keulen (Irnsum, 2 december 1963) is een Nederlands voormalig  schaatsster. Ze haalde medailles op zowel het langebaan- als kortebaanschaatsen, het marathonschaatsen en shorttrack. Ze is de dochter van Atje Keulen-Deelstra.
Ze won het, destijds nog officieuze, Nederlands kampioenschap shorttrack in 1983 en werd in zowel 1981 als 1982 tweede.
In 1990 won Keulen het Nederlandse kampioenschappen marathonschaatsen op kunstijs. In 1985 won ze de IJsselcup en in het seizoen 1988/89 het eindklassement om de KNSB Cup. Keulen was meervoudig juniorenkampioen op de kortebaan.  

## Resultaten
| Jaar | NK Afstanden               | NK Allround             | NK Sprint            | WK Sprint                | WK Junioren             |
| ---- | -------------------------- | ----------------------- | -------------------- | ------------------------ | ----------------------- |
| 1981 |                            |                         |                      |                          | NC18 (11e, 19e, 18e, -) |
| 1983 |                            | 11e · (, 10e, 18e, 9e)  | 8e (5e, 11e, 5e, 6e) |                          |                         |
| 1984 |                            | 10e (4e, 10e, 13e, 12e) | 4e · (7e, , 5e, 6e)  | 23e (22e, 24e, 21e, 22e) |                         |
| 1985 |                            | 9e · (, 11e, 19e, 12e)  | 6e · (, 5e, 6e, 11e) |                          |                         |
| 1986 |                            | 6e · (, 22e, 5e, 10e)   | 5e · (, 5e, , 7e)    |                          |                         |
| 1987 | 6e 500m 8e 1000m 10e 1500m |                         | · (, )               |                          |                         |
| 1988 | 6e 500m 4e 1000m 11e 1500m | 10e (6e, 11e, 13e, 9e)  |                      |                          |                         |
| 1989 | 16e 500m 4e 1000m          | 8e · (, 10e, 8e, 9e)    | 5e (4e, 5e, 6e, 7e)  |                          |                         |

### Medaillespiegel
| Kampioenschap         | Goud | Zilver | Brons |
| --------------------- | ---- | ------ | ----- |
| NK Allround Afstanden | 2    | 1      | 1     |
| NK Sprint Klassement  | 0    | 0      | 1     |
| NK Sprint Afstanden   | 0    | 3      | 3     |

## Persoonlijke records
| Afstand    | Tijd    | Datum            | Baan       |
| ---------- | ------- | ---------------- | ---------- |
| 500 meter  | 42,05   | 28 december 1986 | Heerenveen |
| 1000 meter | 1.24,19 | 3 januari 1988   | Heerenveen |
| 1500 meter | 2.11,71 | 4 januari 1988   | Heerenveen |
| 3000 meter | 4.39,09 | 13 maart 1987    | Heerenveen |
| 5000 meter | 8.13,45 | 21 maart 1987    | Heerenveen |